# Michael von Brück

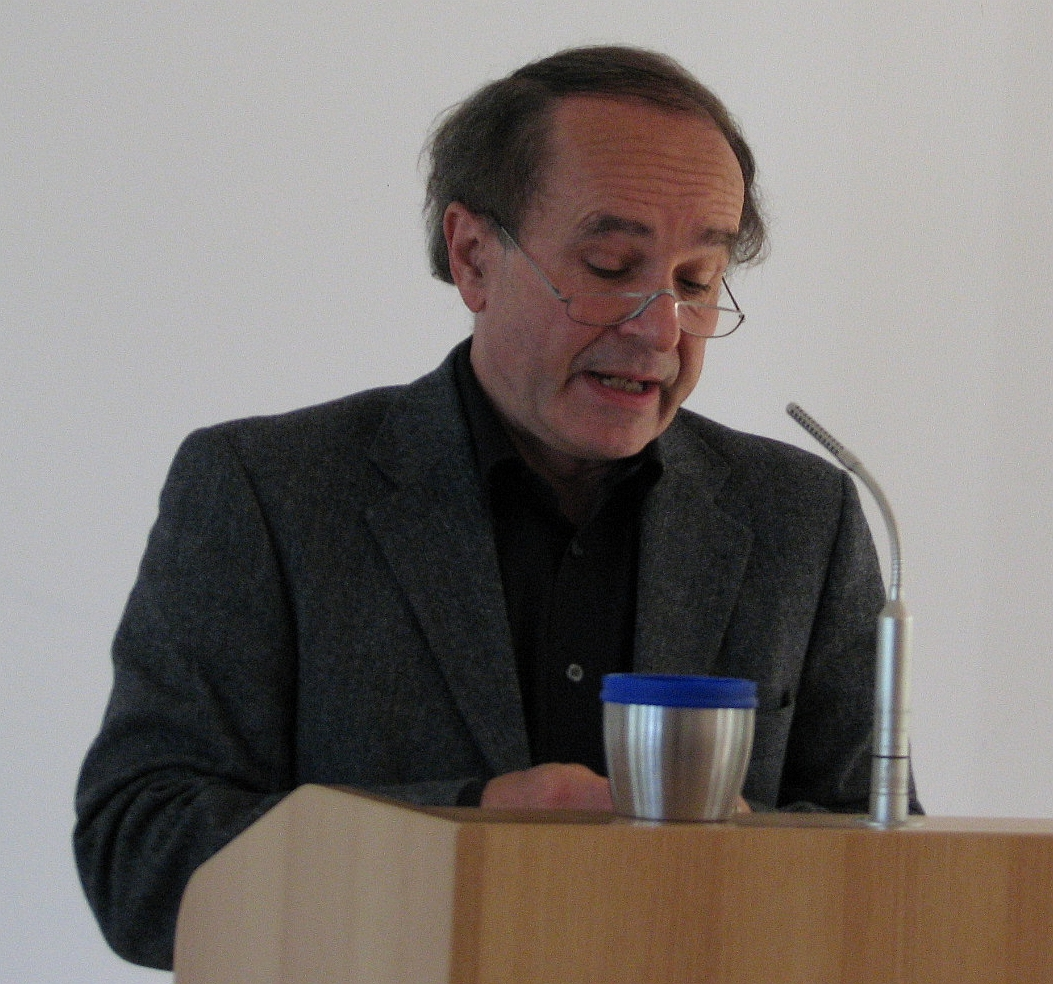
Michael von Brück

Michael von Brück (* 3. Juni 1949 in Dresden) ist ein deutscher Religionswissenschaftler, evangelischer Theologe und Pfarrer sowie Autor und Zen- sowie Yoga-Lehrer. Bis zu seiner Emeritierung Ende des Sommersemesters 2014 hatte er den Lehrstuhl für Religionswissenschaft an der Ludwig-Maximilians-Universität München (LMU) inne.

## Leben und Wirken
Von Brück gehörte als Kind zum Dresdner Kreuzchor und machte an der Kreuzschule sein Abitur. 1968–73 studierte er Evangelische Theologie, vergleichende Sprachwissenschaft, Sanskrit und Indologie in Rostock.  Nach der Promotion ging er nach Madras in Südindien, um Indische Philosophie und Religion sowie Buddhismus zu studieren.
1979 ließ er sich zum Pfarrer der Evangelisch-Lutherischen Landeskirche Sachsens ordinieren. 1980–85 war er Gastdozent in Indien. 1982 erfolgte seine Habilitation in Systematischer Theologie über „Möglichkeiten und Grenzen einer Theologie der Religionen bei Rudolf Otto und Karl Barth“. Seit 1985 ist er Zen- und Yogalehrer auf der Basis von Ausbildungen in Indien und Japan.
1988 erhielt von Brück die Professur für Vergleichende Religionswissenschaft an der Universität Regensburg und wechselte 1991 auf den Lehrstuhl für Religionswissenschaft an der LMU in München.
Von Brück ist seit langen Jahren Gesprächspartner von Tendzin Gyatsho, dem 14. Dalai Lama. Er verfasste zahlreiche Bücher über den Buddhismus und dessen Verhältnis zum Christentum, die als Standardwerke gelten. Er war Gründer und Herausgeber der Zeitschrift Dialog der Religionen.

### Epistemischer Standpunkt
Von Brück vertritt eine epistemische Auffassung, die er selber als strikten Relationismus bezeichnet und die er vom Relativismus unterscheidet.
Nichts habe für sich eine Realität, sondern nur durch die Relation zu etwas anderem. Die Trennung von Subjekt-Objekt betrachtet er kritisch. Die Herstellung eines Faktums geschehe durch Beobachtung. Daher sei auch die klassische Unterscheidung von Natur- und Geisteswissenschaft so nicht mehr haltbar.
Michael von Brück erläutert die heutige Entwicklung des Fundamentalismus wie folgt:

„Wir sehen deutlich, dass solche Fundamentalismen im Islam, im Christentum, aber auch im Hinduismus und teilweise auch im Buddhismus sich genau dort entwickeln, wo die soziale und politische Stabilität gefährdet ist oder gar verschwindet. Wenn das nämlich der Fall ist, flüchten Menschen in eine Religion und ziehen sich zurück. Sie erfinden dann selbst eine Tradition, erfinden sozusagen ein Goldenes Zeitalter, in dem angeblich alles gut gewesen ist und in dem die Menschen angeblich miteinander im Frieden gelebt hätten, und zwar aufgrund ihres religiösen Glaubens.“

## Veröffentlichungen (Auswahl)
- Die Welt des tibetischen Buddhismus, zus. mit Regina von Brück, Kösel Verlag, München 1996, ISBN 3-466-20402-X.
- Buddhismus und Christentum. Geschichte, Konfrontation, Dialog, zus. mit  Whalen Lai, C. H. Beck, München 1997, ISBN 3-406-42646-8.
- Wie können wir leben? Religion und Spiritualität in einer Welt ohne Maß. C. H. Beck, München 2002, ISBN 3-406-49334-3.
- Wie Zen mein Christsein verändert, zus. mit Willigis Jäger, Niklaus Brantschen u. a., Herder, Freiburg 2004, ISBN 3-451-05499-X.
- Der Weg des Dalai Lama. Knesebeck, München 2005, ISBN 3-89660-274-8.
- Zen. Geschichte und Praxis. C. H. Beck, München 2007, ISBN 978-3-406-50844-8.
- Einführung in den Buddhismus. Wissenschaftliche Buchgesellschaft, Darmstadt 2007, ISBN 3-458-71001-9.
- Ewiges Leben oder Wiedergeburt. Herder, Freiburg im Breisgau 2007, ISBN 3-451-29599-7.
- mit Gerald Hüther und Wolfgang Roth: Damit das Denken Sinn bekommt. Spiritualität, Vernunft und Selbsterkenntnis. 3. Auflage. Herder, Freiburg 2010.
- Leben in der Kraft der Rituale. Religion und Spiritualität in Indien; zus. mit Regina von Brück, C. H. Beck, München 2011, ISBN 978-3-406-61242-8.
- Grundzüge einer modernen Anthropologie; zus. mit Günter Rager, Vandenhoeck & Ruprecht, München 2012, ISBN 978-3-525-57024-1.
- «Weltinnenraum». Rainer Maria Rilkes «Duineser Elegien» in Resonanz mit dem Buddha. Herder, Freiburg im Breisgau 2015, ISBN 978-3-451-34217-2.
- Die 101 wichtigsten Fragen. Buddhismus. C. H. Beck, München 2019, ISBN 978-3-406-74183-8 (Mit Literaturhinweisen).
- Vom Sterben. Zehn Meditationen zur spirituell-palliativen Praxis. C.H. Beck, München 2020, ISBN 978-3-406-75094-6.
- Interkulturelles Ökologisches Manifest. Karl Alber, 2020, ISBN 978-3-495-49156-0.

## Sekundärliteratur
- Lebendige Seelsorge; Interview mit Michael von Brück ISSN 0343-4591, im Themenheft „Christentum und Weltreligionen“ 5/2006
- Einheit der Wirklichkeiten; Eva-Maria Glasbrenner, Christian Hackbarth-Johnson (Hrsg.), Festschrift anlässlich des 60. Geburtstags von Michael von Brück, Manya, München 2009, ISBN 978-3-941196-01-8